# Фаткуджын
Фаткуджын (осет. Фæткъуыджын) или Вашловани (осет. Уашлон, груз. ვაშლოვანი — Вашловани) — село в Закавказье, расположено в Ленингорском районе Южной Осетии, фактически контролирующей село;
Согласно юрисдикции Грузии — в Ахалгорском муниципалитете.

## География
Село находится на реке Ксани (Чисандон) к югу от села Нижний Бол и к юго-западу от райцентра Ленингор.

## Население
Село населено этническими осетинами. По данным 1959 года в селе жило 84 жителя, в основном осетины.
По данным переписи 2002 года (проведённой властями Грузии, контролировавшей восточную часть Ленингорского/Ахалгорского района на момент проведения переписи), в селе осталось 32 жителя, из которых осетины составили 94 % (30 человек), грузины — 6 % (2 человека).

## История
В период южноосетинского конфликта в 1992—2008 гг. село входило в состав восточной части Ленингорского района РЮО (Ахалгорского района Грузии), находившейся в зоне контроля Грузии. После войны в августе 2008 года село, вместе с остальной восточной частью Ахалгорского района, перешло под контроль властей РЮО.

## Топографические карты
- Лист карты K-38-65 Ленингори. Масштаб: 1 : 100 000. Издание 1979 г.